# Bhawānipatna
Bhawānipatna är en ort i Indien.   Den ligger i distriktet Kālāhandi och delstaten Odisha, i den centrala delen av landet, 1 100 km sydost om huvudstaden New Delhi. Bhawānipatna ligger 259 meter över havet och antalet invånare är 64 468.
Terrängen runt Bhawānipatna är platt åt nordväst, men åt sydost är den kuperad. Runt Bhawānipatna är det ganska tätbefolkat, med 179 invånare per kvadratkilometer. Det finns inga andra samhällen i närheten. I omgivningarna runt Bhawānipatna växer huvudsakligen savannskog.